# Língua koriaque

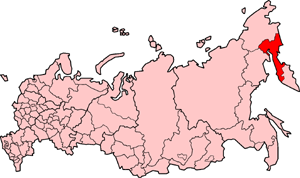
local no mapa onde falam a língua

Koryaque é uma das Línguas chukotko-kamchatkanas  falada por cerca de 3 mil pessoas no extremo leste da Sibéria, especialmente no Okrug Koriakia. É falada pelos Koriaques e é uma língua relacionada com a Língua Chukoto, a qual tem mais de 7 mil falantes. A língua, junto com o Chukoto, o Kereque, o Alutor, o Itelmen, faz parte das Línguas chukotko-kamchatkanas. 
Os Koriaques chamam a si próprios por dois nomes:
- Os nômades são chamados Chavchu, "ricos em renas".
- Os assentados de tribos são os Nymylan (нымылан), "sedentários".
- Os russos os chamam e impuseram o nome conforme eram conhecidos por vizinhos, Koriaques, "com as renas".

Os Chukchis e os Koriaques formam uma unidade cultural com economia baseada na criação de renas, tendo ambas autonomia dentro da Federação Russa.

## Alfabeto
Em 1932, foi desenvolvida uma escrita em Alfabeto latino para o Koriaque baseado no dialeto Chavchyvan, porém, em 1937 foram forçados a usar o Alfabeto cirílico. 
| А а | Б б | В в | В' в' | Г г | Г' г' | Д д | Е е |
| Ё ё | Ж ж | З з | И и   | Й й | К к   | Ӄ ӄ | Л л |
| М м | Н н | Ӈ ӈ | О о   | П п | Р р   | С с | Т т |
| У у | Ф ф | Х х | Ц ц   | Ч ч | Ш ш   | Щ щ | Ъ ъ |
| Ы ы | Ь ь | Э э | Ю ю   | Я я |       |     |     |

Usa-se o Alfabeto cirílico com 4 letras a mais: В', Г', Ӄ , Ӈ ; as letras Ё, Ш, Ь só são usadas para palavras de origem russa.